# Всія Русі
«Всія Русі» (староцерк.-слов. Всеꙗ Русіи) — спадкова приставка до великокнязівського домену, або титулу правлячого монарха Русі, а згодом у Великому князівстві Литовському та у виборних монархів Речі Посполитої — королів Польських, та на підконтрольних Золотій Орді заліських князівствах, а також предстоятелів православних церкв.
У перекладі з церковнослов'янської мови означає «всієї Русі» (родовий відмінок).

## Представники духовної влади
У титулі митрополитів Київських з'явилася з 1160-х років, підкреслюючи єдність церкви в умовах роздробленості, що настала на Русі. Після відриву від київської митрополії самопроголошеної московської церкви у XV столітті приставку «всія Русії» зберегли предстоятелі обох кафедр. Титул «митрополит всієї Русії» (без слова «Київський») використовувався самозванними московськими митрополитами, а з 1589 — московськими патріархами.
Канонычні київські митрополити у 1458—1688 роках носили приставку до титулу «Київський, Галицький та всієї Русі». Після того, як Київська митрополія була загарбана Московським царством, їхня приставка до титулу була уточнена словом «Малою» — «митрополит Київський, Галицький та всієї Малої Русі». Греко-католицькі митрополити з часів винекнення унії і до 1838 року носили приставку «Київський, Галицький та всієї Русі», а з 1838 року мали титулатуру «Галицькі».

## Русь-Україна
У титулах світських правителів приставка використовувалася епізодично. Вона не збігалася з фактичними розмірами їх володінь, проте містила у собі претензії на світську владу над вірними руської православної церкви та верховенство її володаря в княжій ієрархії.
У домонгольський час приставка додавалася до титулу київських князів. У джерелах вона зустрічається щодо Всеволода Ярославича, Володимира Мономаха, Юрія Долгорукого, Ростислава Мстиславича (або Мстислава Ізяславича, ім'я правлячого на той момент у Києві князя не названо), Мстислава Романовича Смоленського і Романа Мстиславича.
Правителі Галицько-Волинського князівства (королівства Русі) в XIII—XIV століттях окрім великокнязівського домену з приставкою "господарів всієї Руської землі" стали носити наданий Папою Римським титул королів Русі. На думку Я.Ісаєвича, дослідження якого вийшло в час радянської цензури вони мали на увазі під «Руссю» територію свого князівства. На думку Л. Войтовича, титул був претензійним і поширювався на всю Русь. З приставкою «всієї» він відзначений у листі братів Андрія та Лева Юрійовичів до магістра Тевтонського ордену (1316) — duces totius terrae Russiae, Galiciae et Lademiriae («князі всієї землі Русі, Галича і Володимира») і в грамоті князя Юрія 1335) — dux totius Russiae Minoris («князь всієї Малої Русі»).
Цей монарший домен як спадок за кужелем увійшов у титулатуру Великих князів Литовських та Руських та до королівського домену виборних монархів Речі Посполитої — королів Польських. Безприровно проіснував до поділів Речі Посполитої.
Також титул правителів Русі використовувався деякими гетьманами Війська Запорізького. Так Богдан Хмельницький, у дипломатичному листуванні з османським султаном, підписувався як «Гетьман Війська Запорізького та всієї Русі».

## Московія

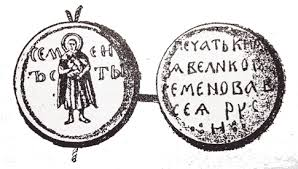
Печатка Симеона Гордого — «князя великого всія Русії»

Печатка Дмитра Донського

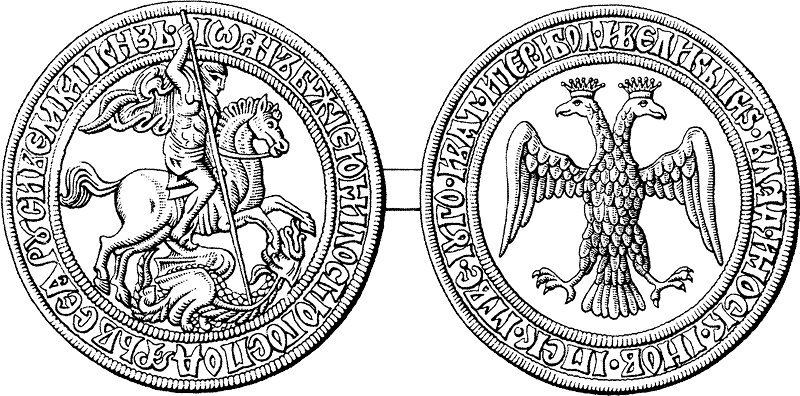
Титул «Господар всієї Русі» на великокнязівській пресі Івана III

У результаті монгольської навали у 1299 році з Києва до Володимира переїхала резиденція митрополита Київського і всієї Русі Максима. Сама Митрополія і надалі залишалась в Києві. Він намагався бути ближчим до ставки Орди. За аналогією з титулом церковного ієрарха, місцеві світські князі, що були в залежності від ханів Золотої Орди в листуванні між собою запозичили приставку «всія Русі». Першим використав приставку до титулу владимирський князь Михайло Тверський. Після нього приставку носили суздальські та згодом московські князі, які володіли Владимиром над Клязьмою, починаючи з Івана Калити.
У багатому листуванні грецькою мовою між константинопольськими патріархами та імператорами і великими князями Іван Калита, Симеон Гордий, Іван II, Дмитро Донський і Василь I послідовно називаються Μέγας ῥὴξ πάσης Ῥωσίας «великий князь всієї Русії», що означало право на світську владу над християнами в рамках Золотої орди. Так писали до імператора Іоанн Кантакузін у 1347 році. Вважається, що таке титулування було одностороннім і використовувалося великими князями в листах, адресованих Імперії ромеїв.
З кінця XV століття, коли московські князі підкорили Новгородську республіку титул набуває офіційного характеру, але не визнається Великими князями Литовськими та Руськими і стає обов'язковим елементом титулатури московських великих князів.
З XVI століття у титулах московських царів зустрічається еллінізована форма «всієї Русії» та «всієї великої Русії». З моменту підписання воєнно-політичного договору з Військом Запорозьким (березневі статті) з 1654 по 1721 рік приставка уточнюється до докладнішої — так офіційний титул Олексія Михайловича названо «усі Великої та Малої та Білої Русії самодержець». В епоху Російської імперії титул імператора трансформувався в «Імператор всеросійський».